# SK텔레콤 오픈
SK텔레콤 오픈(SK Telecom Open)은 SK텔레콤이 후원하는 프로 골프 대회이다. 1997년 6월에 "SK텔레콤 클래식"이라는 명칭으로 개최되었으며, 2001년에 현재의 이름으로 변경되었다.